# Grodenská gubernie

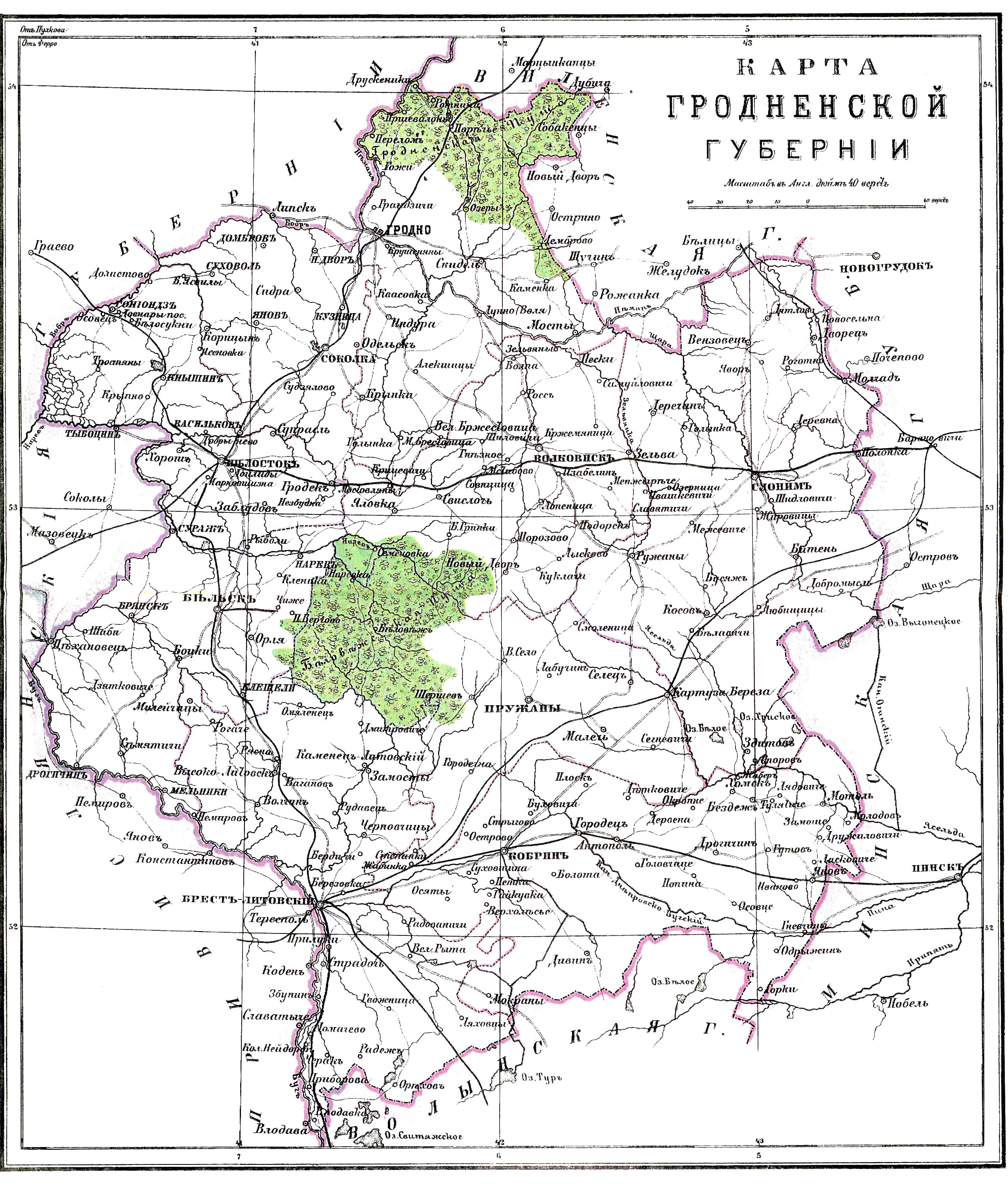
Mapa Grodenské gubernie.

Grodenská gubernie (bělorusky Гарадзенская губэрня, rusky Гродненская губерния) byla jedna z gubernií carského Ruska zřízena v roce 1801 na severozápadě Ruského impéria, která vznikla rozdělením Litevské gubernie. Administrativní centrum gubernie bylo ve městě Grodno.

## Dějiny
Dosavadní historické záznamy svědčí o tom, že prvními obyvateli Grodenské gubernie byly Jotvingové, kteří sem přišli v důsledku přesunu Slovanů do této oblasti v 11. století. Kolem roku 1055 se zde začínají objevovat první slovanské usedlosti. Ze začátku země tvořila Grodenské knížectví, které se v polovině 13. století stalo součástí Litvy. V roce 1501 při rozdělení Litevského velkoknížectví na jednotlivá vévodství, se jeho území rozdělilo mezi tři vévodství. Část gubernie patřila do Podleskému vévodství, které se v roce 1596 sloučilo s vytvořeným Brestským vojvodstvím do jednoho, a tak se připojilo k území Polska. Z jedné její části, která se v roce 1795 stala součástí Ruského impéria, se o rok později (1796) vytvořila Slonimská gubernie. Ta se však v roce 1797 včlenila do jedné Vilenské gubernie a vytvořila Litevskou gubernii. O pět let později (1801) bylo její území na příkaz cara znovu rozděleno (nebylo součástí Litevské gubernie) a vytvořilo Grodenskou gubernii. Takto její území zůstalo nedotčeno až do roku 1842.